# شهرستان سودونگ
شهرستان سودونگ (به لاتین: Sudong) یک منطقهٔ مسکونی در کره شمالی است.